# Amenemope
Amenemope Usimare, was de vierde oud-Egyptische farao uit de 21e dynastie. Zijn naam betekent: "Amon is het Opet-festival", zijn tweede naam betekent: "Machtig is de waarheid van Re! Gekozen door Amon!"

## Biografie
Aanvankelijk was hij co-regent met zijn vader Psusennes I, totdat die overleed. Volgens Manetho heeft hij acht jaar zelfstandig geregeerd. Zowel de tombe van Amenemope als van zijn vader zijn ontdekt door de Franse egyptoloog Pierre Montet tijdens zijn ontdekkingen in Tanis in 1940. Hij was verwant aan de latere Osochor en Siamun, die uit Libië kwamen.
Van Amenemope zijn een aantal monumenten gevonden. Hij heeft meegewerkt aan de kapel van Isis bij Gizeh en aan de tempel van Memphis. De farao diende onder een aantal hogepriesters van Amon: Smendes II en Pinedjem II. In Thebe had hij geen autoriteit; wel had hij aanhangers onder de geestelijken die verschillende voorwerpen hadden met zijn naam erin en had hij Pinedjem als Pontificaat.

## Galerij

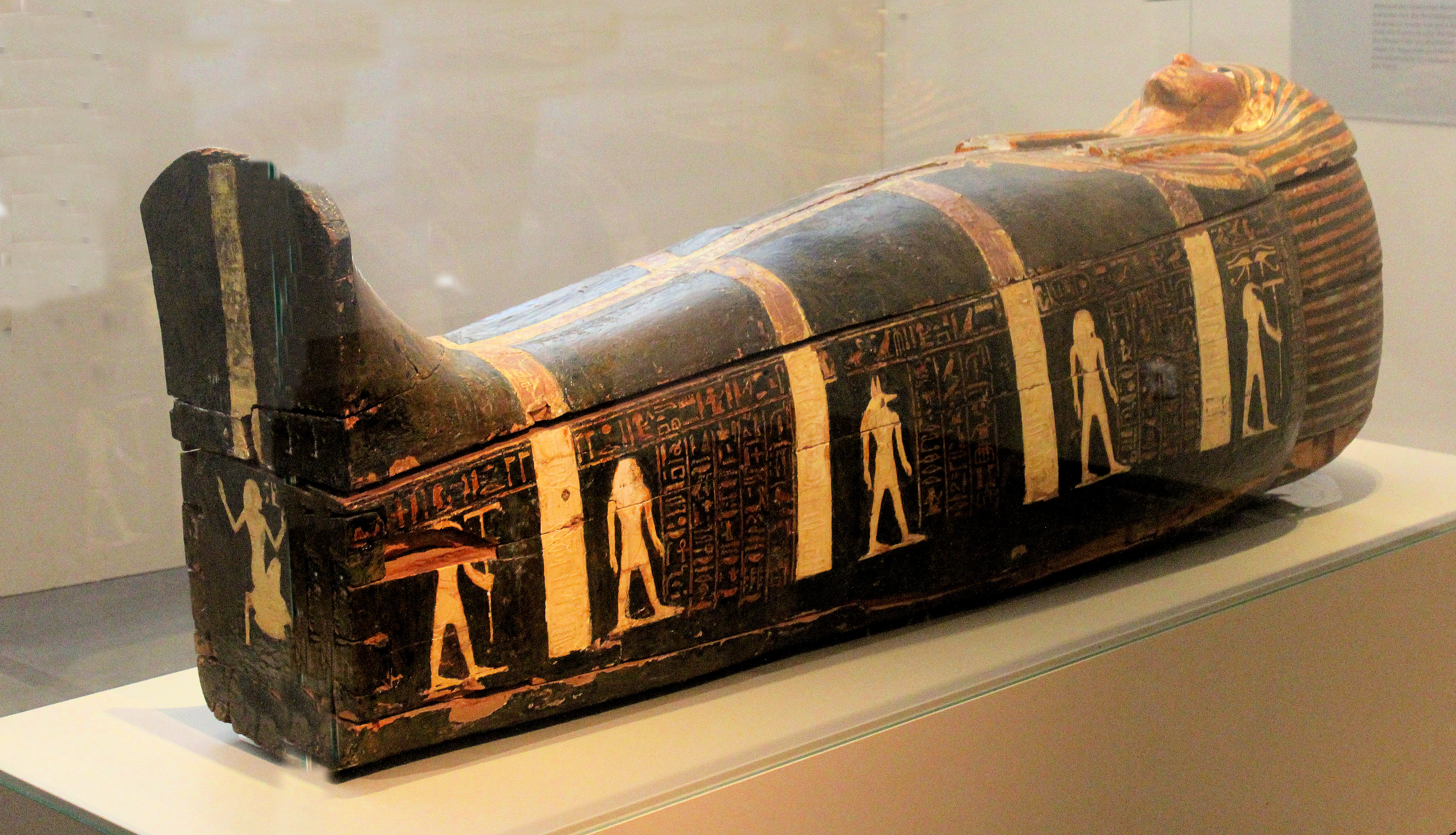
Sarcofaag van farao Amenemope
Roemer- und Pelizaeus-Museum in Hildesheim